# Falsohyllisia debile
Falsohyllisia debile là một loài bọ cánh cứng trong họ Cerambycidae.